# Абатия (растение)
Абатия (лат. Abatia) — род цветковых растений, содержит 10 видов. Согласно системе APG, относится к семейству Ивовые (лат. Salicaceae). Назван в честь Пьера Абата, профессора ботаники в Севилье.

## Ареал
Виды рода распространены в Центральной и Южной Америке.

## Ботаническое описание
Представители рода — деревья с супротивными листьями с очень маленькими прилистниками и небольшими желёзками у основания листовой пластинки. В околоцветнике присутствуют как лепестки, так и чашелистики, они тесно срастаются у основания. Имеется множество нитчатых тычинок.

## Значение
В Перу из листьев Abatia rugosa получают чёрную краску.

## История
Ранее род абатия относили к различным семействам: Флакуртиевые (лат. Flacourtiaceae), в трибу Abatieae семейства Страстоцветные (лат. Passifloraceae) (Lemke 1988) или в семейство Samydaceae Джорджем Бентамом, Джозефом Гукером и Джоном Хатчинсоном.

## Виды
По информации базы данных The Plant List, род включает 10 видов:
- Abatia americana (Gardner) Eichler
- Abatia angeliana M.H.Alford
- Abatia canescens Sleumer
- Abatia glabra Sleumer
- Abatia mexicana Standl.
- Abatia microphylla Taub.
- Abatia parviflora Ruiz & Pav. — Абатия мелкоцветковая
- Abatia rugosa Ruiz & Pav.
- Abatia spicata (Turcz.) Sleumer
- Abatia stellata Lillo